# Nieuwe Krim
Nieuwe Krim (Drents: Neie Krim) is een gehucht in de gemeente Coevorden, provincie Drenthe (Nederland).

## Geografie
Het gehucht is gelegen nabij Dalerpeel. Alle sociale activiteiten worden verricht tezamen met de dorpen Dalerpeel of Steenwijksmoer. Nieuwe Krim bestaat uit twee straten: Nieuwe Dijk en Nieuwe Krim. In Nieuwe Krim is veen afgegraven in de 19e en 20e eeuw.
Plaatsen: Aalden · Achterste Erm · Benneveld · Coevorden · Dalen · Dalerpeel · Dalerveen · De Kiel · Diphoorn · Eldijk · Erm · Gees · Geesbrug · 't Haantje · Holsloot · Langerak · Meppen · Nieuwe Krim · Nieuwlande (deels) · Noord-Sleen · Oosterhesselen · Schoonoord · Sleen · Steenwijksmoer · Stieltjeskanaal · Veenhuizen · Wachtum · Wezup · Wezuperbrug · Zweeloo · Zwinderen

Overige: Ballast · De Haar · De Mars · Den Hool · Kibbelveen · Klooster · Padhuis · Pikveld · Schimmelarij · Vlieghuis · Weijerswold

Drenthe: Steden en dorpen      Nederland: Provincies · Gemeenten